# や座ガンマ星
や座γ星は、や座で最も明るい恒星で3等星。

## 特徴
この星は干渉計を用いて研究されており、その大きさは0.00618秒角、実際は0.26天文単位である。
この星は当初、スペクトル型B9であったと推測されている。水素核融合、ヘリウス核融合を経て、進化した結果、炭素と酸素からなるコアを持っており、遠くない未来にミラ型変光星になると推測される。その後、地球サイズの白色矮星になると考えられている。